# بيغي كارليسلي
بيغي كارليسلي (بالإنجليزية: Peggy Carlisle)‏ هي ممثلة بريطانية، ولدت في 1904 في المملكة المتحدة.

## وصلات خارجية
- بيغي كارليسلي على موقع IMDb (الإنجليزية)
- بيغي كارليسلي على موقع قاعدة بيانات الفيلم (الإنجليزية)